# Super Szansa
Super Szansa – gra liczbowa organizowana przez Totalizator Sportowy. Pierwsze losowanie gry odbyło się 7 czerwca 2016 roku.
Gra w 2022 roku została wycofana, a ostatnie losowanie odbyło się w wieczornym studiu lotto 26 listopada 2022 r. Jako jedyna gra liczbowa Totalizatora Sportowego nie została wprowadzona do sprzedaży internetowej.

## Zasady
Gra charakteryzowała się tym, że stanowiła numer składający się z 7 cyfr znajdujący się na kuponach Lotto, Multi Multi, Mini Lotto, Kaskady i Ekstra Pensji. Warunkiem uczestnictwa w losowaniu gry było aktywowanie tego numeru, który bierze udział w tym samym losowaniu, co gra, do której został dokupiony.

## Historia
Super Szansa została wprowadzona 7 czerwca 2016 roku. Od tego dnia jej losowania odbywają się codziennie o 14:00 i 22:00 (do 31 lipca 2022 21:50, do 17 czerwca 2020 21:40). Numer bierze udział w tym samym czasie co gra, na kuponie której znajduje siedmiocyfrowy się numer. W grze jest 7 stopni wygranych:
- I stopień – trafienie wszystkich 7 cyfr,
- II stopień – trafienie ostatnich 6 cyfr,
- III stopień – trafienie ostatnich 5 cyfr,
- IV stopień – trafienie ostatnich 4 cyfr,
- V stopień – trafienie ostatnich 3 cyfr,
- VI stopień – trafienie ostatnich 2 cyfr,
- VII stopień – trafienie ostatniej cyfry.